# Võ Thị Kim Phụng
Võ Thị Kim Phụng (sinh 8 tháng 6 năm 1993 tại Huế) là một vận động viên cờ vua Việt Nam. Chị vô địch châu Á năm 2017. Ngoài ra chị từng vô địch thanh niên châu Á (U20) hai lần vào các năm 2010 và 2013, vô địch khu vực 3.3 năm 2017 và 2023 (bất bại cả 9 ván đấu), vô địch quốc gia năm 2022 và 2023.

## Sự nghiệp
Trưởng thành từ lò đào tạo cờ vua Thừa Thiên Huế, đến năm 2012 Kim Phụng chuyển về khoác áo Bắc Giang. Từ năm 2023, Kim Phụng chuyển sang thi đấu cho đội Bà Rịa Vũng Tàu.

### Giải trẻ

#### Giải trẻ Đông Nam Á
Năm 2012, Kim Phụng vô địch giải trẻ Đông Nam Á mở rộng lứa tuổi U20 với 7/9 điểm, đồng điểm với Hoàng Thị Như Ý xếp thứ hai nhưng hơn hệ số phụ.

#### Giải trẻ châu Á
Năm 2007 Kim Phụng về nhì tại Giải cờ vua trẻ châu Á hạng tuổi U14 châu Á tại Các Tiểu vương quốc Ả Rập thống nhất. Chị đạt 6,5/9 điểm, kém đồng đội Mai Hưng vô địch nửa điểm. Năm 2011 Kim Phụng vô địch nội dung chớp lứa tuổi U18 tại Philippines. Chị đạt 5,5/7 điểm.

#### Hai lần vô địch thanh niên châu Á
Năm 2010, khi mới 17 tuổi, Kim Phụng đại diện Việt Nam tham dự Giải cờ vua vô địch thanh niên châu Á (dành cho lứa tuổi dưới 20) tại Ấn Độ. Tuy chỉ là hạt giống số 11 nhưng chị đã giành được chức vô địch với thành tích 7,5 / 9 điểm (+7 =1 –1). Nhờ chức vô địch này chị được đặc cách phong danh hiệu kiện tướng quốc tế nữ.
Năm 2013, tại Các Tiểu vương quốc Ả Rập Thống nhất, Kim Phụng lần thứ hai giành được ngôi vô địch thanh niên châu Á với 7 / 9 điểm (+6 =2 –1). Ngoài nội dung tiêu chuẩn, chị còn vô địch luôn cả nội dung cờ nhanh ở giải đấu này.
Ngoài hai chức vô địch, Kim Phụng còn giành ngôi á quân thanh niên châu Á tại Tashkent năm 2012. Chị giành được 6,5 / 9 điểm, đồng điểm với kỳ thủ hạng ba nhưng hơn hệ số phụ. Nhà vô địch là Ivana Maria Furtado với 7,5 điểm.

#### Giải trẻ thế giới
Kim Phụng tham dự Giải cờ vua trẻ thế giới năm 2005 ở hạng tuổi U12. Chị giành được hạng 4 chung cuộc.
Sau khi vô địch thanh niên châu Á 2011, chị được cử tham dự Giải cờ vua thanh niên thế giới 2012. Ở giải đấu này chị đạt 7 / 13 điểm (+5 =4 –4), xếp hạng 31 chung cuộc.

### Giải đấu cá nhân

Võ Thị Kim Phụng vô địch giải 3.3 năm 2017

Chị từng đại diện Việt Nam tham dự nội dung đơn nữ của cờ vua tại Đại hội thể thao sinh viên thế giới năm 2013, xếp hạng 19 chung cuộc.
Năm 2017, Kim Phụng tham dự Giải vô địch khu vực 3.3. Sau 9 vòng đấu chị lên ngôi vô địch với 7 điểm (+6 =2 –1), giành vé tham dự Giải vô địch thế giới 2019 và đồng thời đạt được một chuẩn đại kiện tướng nữ.
Tháng 5 năm 2017, Kim Phụng vô địch châu Á tại Thành Đô với thành tích bất bại, đạt 7,5/9 điểm (+6 =3). Đây là chức vô địch cá nhân châu Á thứ hai của Việt Nam và lần đầu tiên kể từ năm 2000. Với chức vô địch này chị cũng đạt luôn được danh hiệu đại kiện tướng nữ (mặc dù đã tích lũy đủ 3 chuẩn trước giải này).
Tháng 12 năm 2017, Kim Phụng đạt chuẩn kiện tướng quốc tế (IM) tại giải mở rộng London Chess Classic Open 2017, đạt 6.5/9 điểm (+5 =3 -1).

Võ Thị Kim Phụng vô địch giải 3.3 năm 2023

Tháng 3 năm 2022, Kim Phụng toàn thắng 7 ván đầu tiên ở giải vô địch quốc gia, trước khi hòa ván 8 để giành chức vô địch sớm một vòng đấu. Đây là chức vô địch quốc gia đầu tiên của chị.
Tháng 3 năm 2023, Kim Phụng tiếp tục vô địch quốc gia cờ tiêu chuẩn với 7,5 điểm sau khi không thua ván nào.

### Giải đấu đồng đội
Kim Phụng đã hai lần khoác áo đội tuyển nữ Việt Nam tại Giải vô địch cờ vua đồng đội thế giới 2009 và 2017. Năm 2009 chị ngồi bàn dự bị. Năm 2017 chị ngồi bàn ba, cùng đội tuyển đạt hạng 8 chung cuộc. 

## Đời tư
Võ Thị Kim Phụng đã tốt nghiệp Trường Đại học Thể dục Thể thao Đà Nẵng năm 2017. Chị lập gia đình tháng 3 năm 2019 với Nguyễn Trí Thanh, người Hà Nội